# یواس‌اس آکویلا (ای‌کی-۴۷)
یواس‌اس آکویلا (ای‌کی-۴۷) (به انگلیسی: USS Aquila (AK-47)) یک کشتی بود که طول آن ۲۸۸ فوت ۱ اینچ (۸۷٫۸۱ متر) بود. این کشتی در سال ۱۹۳۶ ساخته شد.